# Hoxfels
Das Naturschutzgebiet Hoxfels ist eine Naturwaldzelle im Landkreis Saarlouis im Saarland.

## Beschreibung
Das etwa 54 ha große Gebiet, das im Jahr 2000 unter Naturschutz gestellt wurde, befindet sich in der Gemarkung der Gemeinde Schmelz. Es liegt östlich der Primstalbahnstrecke zwischen Schmelz und dem westlich von Limbach gelegenen Industriegebiet „Über Prims“.

## Bedeutung
Die Verordnung über die Naturschutzgebiete „Naturwaldzellen im Saarland“ aus dem Jahr 2000 führt für das Naturschutzgebiet Hoxfels einen ca. 160-jährigen Buchenbestand, ca. 60–120-jährige Fichtenbestände sowie einen 50-jährige Bestand mit Laubhölzern aus Naturverjüngung auf. Die Naturwaldzellen dienen der Erforschung der Lebensvorgänge in ungestörten Waldökosystemen sowie zum Arten- und Biotopschutz.
Im Naturschutzgebiet Hoxfeld wurden bei der Käfer- und Pilzinventur 341 Käferarten sowie 58 Pilzarten nachgewiesen.